# Palpostoma mutatum
Palpostoma mutatum là một loài ruồi trong họ Tachinidae.